# Медаль Добровольцев 1914—1918 (Бельгия)

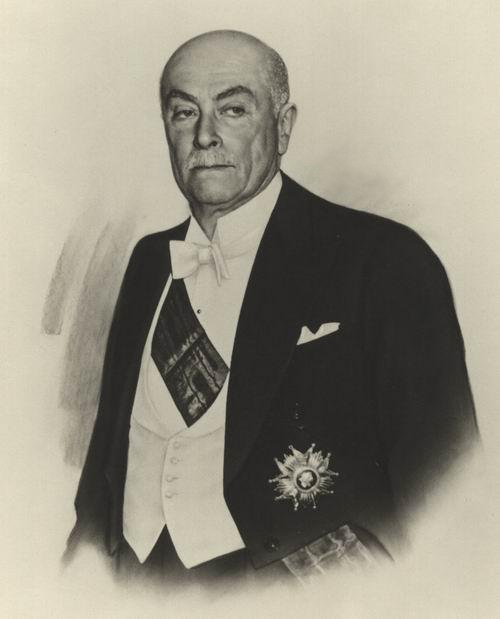
Граф Юбер Пьерло, награждённый медалью Добровольцев 1914–1918 годов

Медаль Добровольцев 1914—1918» (фр. Médaille du Combattant Volontaire 1914–18, нидерл. Medaille van de Vrijwillige Strijder 1914–1918) — бельгийская военная награда, учреждённая королевским указом от 17 июня 1930 года для граждан, добровольно поступивших на службу в бельгийские вооруженные силы во время Первой мировой войны.

## Условия награждения
Медалью награждали за добровольное зачисление и службу в строевой части в зоне боевых действий на протяжении не менее 6 месяцев в годы Первой мировой войны. Позднее критерии награждения были расширены и стали включать добровольцев старше 40 лет, прослуживших 3 месяца в боевой части и старше 50 лет, прослуживших 1 месяц в боевой части, а также медицинский персонал, прослуживший 2 года в неоккупированной территории Бельгии. Дополнительные положения касались награждения молодых людей, бежавших с оккупированных земель, лиц, получивших ранения в бою, а также погибших.

## Описание награды
Медаль изготовлялась из бронзы и была диаметром 36 мм, а с серповидном сечением сверху, придававшем ей почти овальную форму, имела длину 50 мм. 
На аверсе на первом плане рельефное изображение головы бельгийского солдата времен Первой мировой войны в каске, обращённого влево, частично скрывающего за собой голову добровольца 1830 года в головном уборе, который обычно носили революционеры, также обращённого влево. Таким образом, солдаты армии представлялись продолжателями дела революции за независимость Бельгии.
На реверсе полумесяц с рельефным изображением бельгийской короны над лавровыми ветвями. По внешней его окружности латинская надпись «VOLUNTARIIS PATRIA MEMOR», в центре годы «1914–1918».
Медаль подвешивалась на кольце через петлю к шелковой муаровой ленте синего, королевского цвета.